# Eurocopa
El Campeonato Europeo de la UEFA (en inglés, UEFA European Championship), más conocido como Eurocopa o simplemente EURO, es el torneo internacional de selecciones nacionales de fútbol más importante de Europa, organizado por la UEFA cada cuatro años. En su edición inaugural, el torneo recibió el nombre de Copa de Europa de Naciones o simplemente Copa de Europa, para cambiar a la denominación de Campeonato Europeo de Naciones en 1968. Es desde la edición de 1992 cuando empezó a establecerse el apelativo de Eurocopa o Euro. La selección con más títulos es España con 4 en su palmarés. El balón oficial es fabricado por la compañía alemana de equipamiento deportivo Adidas.
Hasta la Eurocopa de 1976 en la fase final participaban solo cuatro países, que llegaban a la misma tras eliminatorias previas. Desde 1980 lo hicieron ocho selecciones, número que aumentó a 16 competidores a partir de la Eurocopa de 1996. Todos estos equipos participan después de clasificarse en un proceso especial organizado por la UEFA con los diversos equipos afiliados a dicha confederación; la única excepción la constituye el equipo anfitrión de cada edición, el cual se clasifica directamente por derecho propio. Actualmente se celebran con similar formato la Eurocopa Femenina y la Eurocopa Sub-21.
La selección campeona vigente es España.

## Historia

### Antecedentes y origen
La historia de la Eurocopa se remonta a 1927 cuando el francés Henri Delaunay, entonces secretario de la Federación Francesa de Fútbol, junto al gran oficial austriaco Hugo Meisl formularon la idea de un campeonato de naciones europeas al ver que en Sudamérica ya se jugaba el Campeonato Sudamericano (Copa América) desde 1916. Antes, en 1925 se situó otro precedente, también promovido por la federación francesa denominado Copa de los Países Latinos que parece no llegó a materializarse finalmente.
Muchas federaciones no estaban de acuerdo con las ideas, y por la dificultad en la época para cuadrar los encuentros el torneo no se concretó hasta 1957, año en que se realizó el Congreso de la UEFA, organismo futbolístico europeo establecido en 1954. Delaunay, quien era entonces su secretario general, había fallecido dos años antes de dicho congreso, pero su gran idea de la competición hizo que el trofeo fuera nombrado en su honor como Copa de Naciones de Europa–Copa Henri Delaunay (en francés: Coupe d'Europe des nations–Coupe Henri Delaunay).
La idea inicial era la de crear una competición abierta a todas las federaciones europeas a dirimir por un comité de tres miembros. Se instó finalmente a reducirlo a un número determinado de participantes para no dar lugar a un número infinito de encuentros y que perjudicase al resto del calendario futbolístico, y en especial a la Copa Mundial. Asimismo, los participantes no debían ser obligados a enfrentarse repetidamente a los mismos rivales en el mismo grupo. Pierre Delaunay, hijo de Henri, fue designado secretario del comité organizador del campeonato para velar por el desarrollo de la competición ideada inicialmente.

### Primeras ediciones de la Copa de Europa de Naciones
La organización del evento de la Eurocopa 1960 fue como se esperaba muy complicada, en especial para conseguir la asistencia de las 16 selecciones que se tenía previsto que tomaran parte en la competición. Algunos de los equipos más importantes del continente europeo, como Italia, Alemania Federal o Inglaterra, no participaron. Finalmente se reunieron 17 selecciones que se enfrentaron en eliminatorias previas de ida y vuelta hasta una ronda de semifinales que formaba ya parte de la fase final a celebrarse en Francia. Secundado pues por esa mitad de las federaciones afiliadas a la UEFA, quedó reflejado en un sorteo un emparejamiento previo para dirimir el número establecido de 16 participantes.
La República de Irlanda fue eliminada por Checoslovaquia en dicho play-off de clasificación. El torneo se desarrolló entre los años 1958 y 1960 desde ese primer partido hasta que se proclamó el primer vencedor.
El primer partido oficial de la competición europea fue en el Estadio Lenin de Moscú, Rusia (entonces parte de la Unión Soviética) el 29 de septiembre de 1958. Asistieron 100 572 espectadores, los cuales vieron el triunfo de la selección soviética por 3-1 frente a Hungría. El primer gol del campeonato fue marcado por Anatoli Ilyin, quedando resuelta la eliminatoria global por 4-1 en favor de la URSS.
España contaba con un potente equipo, que tuvo un comienzo prometedor, al eliminar a Polonia con un tanteo global de 7-2, con cuatro goles de Alfredo Di Stéfano, dos de Luis Suárez y uno de Francisco Gento y Enrique Gensana. Tras la eliminatoria, el dictador Francisco Franco negó la entrada del equipo de la Unión Soviética al país —quien era el siguiente rival de los españoles— con la que había unas tensas relaciones diplomáticas por el marcado carácter político enfrentado de ambos territorios. De este modo los soviéticos se clasificaron automáticamente a semifinales con la consiguiente eliminación de los ibéricos, tramo que era ya parte de la fase final a disputar en suelo francés. Los otros semifinalistas fueron Francia, Yugoslavia y Checoslovaquia, dando muestras de la fortaleza del fútbol del este europeo en la época. Los soviéticos se impusieron a los checoslovacos por 3-0 en la primera semifinal, con dos goles del jugador Valentin Ivanov. En el otro partido de semifinales, los yugoslavos ganaron por 5-4, tras remontar dos goles de ventaja a los anfitriones para un 2-4 final. Los nueve goles conseguidos por ambos constituyen el récord aún vigente del encuentro con más goles en una edición del torneo. Raymond Kopa y Just Fontaine, quienes eran dos de los mejores jugadores no solo del país sino de Europa no pudieron tomar parte en dicha semifinal.
La final enfrentó a soviéticos y yugoslavos en el estadio Parc des Princes. El empate a un gol llevó el desenlace a la prórroga, donde Víktor Ponedélnik marcó de cabeza el 2-1 con el que acabó el partido y proclamar vencedora a la Unión Soviética en el que es hasta la fecha su primer y único título.
El éxito alcanzado por la primera edición hizo aumentar la participación de los países para la Eurocopa 1964, pasando de los iniciales 17 a 29 selecciones nacionales en su fase clasificatoria, y donde participaron por primera vez los equipos de Italia e Inglaterra. Entre lo más destacado en la fase preliminar, se dio la derrota de los británicos en su eliminatoria ante los franceses por un 6-3 global, mientras que griegos y albaneses no llegaron a disputar su eliminatoria ya que ambos países se encontraban en guerra y los helenos declinaron jugar. La eliminatoria le fue concedida a los albaneses, quienes luego perdieron contra Dinamarca, uno de los cuatro equipos que lograron acceder a la fase final, merced sobre todo a los seis goles logrados por Ole Madsen frente a Luxemburgo.
Hungría, quien dejó fuera a los galos, España y la Unión Soviética fueron los otros tres contendientes. Los hispanos eran uno de los favoritos merced a su trayectoria. Para evitar el conflicto que le privó de participar en la primera edición por diferencias políticas con los países de Europa del Este, España fue declarada organizadora del certamen y poder así disputar los encuentros ya que fueron dos los equipos de ideología contraria al régimen español que también contendieron. La única condición para tal derecho fue que pudiera jugar dentro del territorio el combinado de la Unión Soviética.
En Barcelona se jugó la semifinal entre los soviéticos y daneses, venciendo los primeros por 3-0, destacando las actuaciones de Valentin Ivanov y Víktor Ponedélnik. En la otra semifinal el triunfo para los anfitriones llegó en la prórroga con un gol de Amancio Amaro, tras el 1-1 al final del tiempo reglamentario.
La final disputada en el Estadio Santiago Bernabéu fue la primera vez que una selección defendía el título de campeón del torneo. El enfrentamiento, en el que fue una reedición de la eliminatoria no producida en los cuartos de final de 1960, tuvo una notable carga extradeportiva. Tras un empate a un gol a los 6 minutos —siendo los goles más tempraneros en una final— logrados por el español Chus Pereda y el soviético Galimzian Khusainov, no fue hasta la segunda mitad cuando un cabezazo de Marcelino Martínez decantó el título para los españoles.
La Eurocopa 1968 tuvo como anfitrión a Italia. Además, en esta tercera edición, se estrenó un nuevo formato que consistía en un sistema de grupos de calificación —en lugar de las eliminatorias que se dejaron únicamente para la fase final— y que ya no desapareció en la historia de la competición. Solamente los equipos de Malta e Islandia quedaron fuera de la competición. Alemania Federal debutó en el torneo clasificatorio con Gerd Müller como referencia del equipo, pero aun así quedó eliminada en detrimento de la selección yugoslava.
Otro de los registros que quedaron para la historia del torneo fue la asistencia de público a un partido. En el partido de ida que enfrentó a dos equipos británicos —Inglaterra y Escocia— terminó en un 2-3 para los escoceses, por lo que el partido de vuelta tras los resultados producidos en el resto de partidos se tornó en decisivo. Los ingleses pasaron a la siguiente ronda empatando a un gol en el estadio Hampden Park ante la cantidad más grande de espectadores en un partido europeo que se tenga registro, 134 461 personas. A la postre, los ingleses fueron quienes privaron a los vigentes campeones, los españoles, de poder defender el título tras eliminarles en los cuartos de final.
Quien sí pudo acceder y por tercera vez consecutiva, fueron los soviéticos. Sin embargo, esta vez no alcanzaron la final al perder frente a los anfitriones italianos merced a un lanzamiento de moneda a cara o cruz —sistema de la época para dirimir un vencedor de una eliminatoria igualada—. En la final, italianos y yugoslavos empataron a cero goles, teniendo que disputarse un nuevo partido para dictaminar al campeón. En ese segundo encuentro, y por segunda vez en la historia, el anfitrión se alzaba con el título. 2-0 fue el resultado que permitió a los italianos conquistar su primer título europeo.

## Participantes
Desde que la competición surgió en 1960 con diecisiete selecciones, cuatro de las cuales participaron en su fase final, un total de cincuenta y cinco equipos distintos han participado en la fase de clasificación para ella. Desde la edición de 1960 un total de treinta y cuatro selecciones han conseguido participar en alguna de las fases finales de la Eurocopa. Hasta la edición de 1980 la fase final se celebraba en una sede fija y constaba únicamente de semifinales y final. A partir de la citada edición se aumentó una ronda más hasta los cuartos de final como parte del torneo final, con ocho equipos, que aumentaron a dieciséis en 1996 y a veinticuatro en 2016.

### Clasificación
A partir de la edición de 1996, el número de selecciones con derecho a participar creció considerablemente debido a los cambios políticos en la Europa Oriental con la disolución de la Unión Soviética, Checoslovaquia y Yugoslavia, alcanzándose las 49 selecciones en la fase de clasificación de 2000. Con posterioridad ha habido incorporaciones más reducidas como Andorra y Bosnia y Herzegovina (2000) y la incorporación de Kazajistán tras su paso por la AFC (2008). Recientemente se han producido dos incorporaciones polémicas como la Gibraltar en 2016, con la oposición de España, y la de Kosovo para la edición de 2020 con la oposición especialmente de Serbia. Ello ha generado que la UEFA haya vetado los partidos entre Gibraltar y España o entre Kosovo y Serbia, Bosnia y Herzegovina o entre Kosovo y Rusia.

### Anfitrión y campeón
Hasta la edición clasificatoria de 1976, todos los países participaban en el proceso clasificatorio y el anfitrión era elegido por la UEFA entre los semifinalistas. Fueron los casos de Francia (1960), España (1964), Italia (1968), Bélgica (1972) y por último Yugoslavia en 1976.  A partir de la edición de 1980 las selecciones anfitriones quedaron exentas de disputar esta fase de clasificación, a excepción del torneo de 2020, única edición con más de dos anfitriones.
Por su parte, los campeones de la edición anterior nunca se han visto eximidos de tener que disputar las fases de clasificación, como si ocurrió en el Mundial de fútbol de la FIFA entre 1934 y 2002. No obstante, solo se han dado tres casos en los que los campeones de ediciones anteriores no se han clasificado para la fase final: España en 1968, Italia en el 1972 y Francia en 1988.

## Fase de clasificación
Previamente a la celebración de la Eurocopa, las selecciones debe disputar una fase de clasificación que determina el número de clasificados para la fase final. Así, entre 1960 y 1976 se clasificaban 4 para la fase final; entre 1980 y 1992 se clasificaban los siete primeros de cada grupo más el país anfitrión que estaba clasificado automáticamente. A partir de 1996 se amplió la clasificación, además de la selección anfitriona y los primeros de cada grupo, se abrió a los segundos y terceros clasificados, mediante una ronda de play off o no. La forma de clasificación también ha ido evolucionando, de este modo en las ediciones clasificatorias de 1960 y 1964 se establecieron rondas eliminatorias; desde la de 1968 se incluyeron la fase de grupos y una ronda eliminatoria entre los vencedores de cada grupo. Durante las ediciones de 1980 a 1992 se estableció solo la fase de grupos. Finalmente, desde 1996 se incluyó la fase de grupos y una ronda de play off para segundos y/o terceros clasificados de cada grupo. En 2018 se instituyó la Liga de Naciones de la UEFA, segundo torneo de selecciones absolutas de la zona, que brinda la oportunidad de acceder a series de reclasificación del certamen principal a selecciones destacadas que no avanzaran en las tradicionales eliminatorias.
| Fases de clasificación | Formato                | Clasificados para fase final | Selección anfitriona             | Selección campeona | Participantes |
| ---------------------- | ---------------------- | ---------------------------- | -------------------------------- | ------------------ | ------------- |
| 1960                   | Eliminatorias          | 4                            | Elegida entre los semifinalistas | No procede         | 17            |
| 1964                   | Eliminatorias          | 4                            | Elegida entre los semifinalistas | Participa          | 28            |
| 1968                   | Grupos y eliminatorias | 4                            | Elegida entre los semifinalistas | Participa          | 31            |
| 1972                   | Grupos y eliminatorias | 4                            | Elegida entre los semifinalistas | Participa          | 32            |
| 1976                   | Grupos y eliminatorias | 4                            | Elegida entre los semifinalistas | Participa          | 32            |
| 1980                   | Grupos                 | 7                            | Exento                           | Participa          | 31            |
| 1984                   | Grupos                 | 7                            | Exento                           | Participa          | 32            |
| 1988                   | Grupos                 | 7                            | Exento                           | Participa          | 32            |
| 1992                   | Grupos                 | 7                            | Exento                           | Participa          | 33            |
| 1996                   | Grupos y play off      | 15                           | Exento                           | Participa          | 47            |
| 2000                   | Grupos y play off      | 14                           | Exento                           | Participa          | 49            |
| 2004                   | Grupos y play off      | 15                           | Exento                           | Participa          | 50            |
| 2008                   | Grupos                 | 14                           | Exento                           | Participa          | 50            |
| 2012                   | Grupos y play off      | 14                           | Exento                           | Participa          | 51            |
| 2016                   | Grupos y play off      | 23                           | Exento                           | Participa          | 53            |
| 2020                   | Grupos y play off      | 24                           | Participa                        | Participa          | 55            |
| 2024                   | Grupos y play off      | 23                           | Exento                           | Participa          | 53            |

## Historial
Esta tabla muestra los principales resultados de las diversas ediciones de la Eurocopa.
| Edición                          | Campeón                    | Resultado                  | Subcampeón                 | Tercer puesto / Semifinalistas | Tercer puesto / Semifinalistas | Tercer puesto / Semifinalistas | P.                         |                            |
| Copa de Europa de Naciones       | Copa de Europa de Naciones | Copa de Europa de Naciones | Copa de Europa de Naciones | Copa de Europa de Naciones     | Copa de Europa de Naciones     | Copa de Europa de Naciones     | Copa de Europa de Naciones | Copa de Europa de Naciones |
| -------------------------------- | -------------------------- | -------------------------- | -------------------------- | ------------------------------ | ------------------------------ | ------------------------------ | -------------------------- | -------------------------- |
| Francia 1960                     | Unión Soviética            | 2 - 1 (pró.)               | Yugoslavia                 | Checoslovaquia                 | 2 - 0                          | Francia                        | 4                          |                            |
| España 1964                      | España                     | 2 - 1                      | Unión Soviética            | Hungría                        | 3 - 1                          | Dinamarca                      | 4                          |                            |
| Campeonato de Europa de Naciones |                            |                            |                            |                                |                                |                                |                            |                            |
| Italia 1968                      | Italia                     | 1 -1, 2 - 0                | Yugoslavia                 | Inglaterra                     | 2 - 0                          | Unión Soviética                | 4                          |                            |
| Bélgica 1972                     | Alemania Federal           | 3 - 0                      | Unión Soviética            | Bélgica                        | 2 - 1                          | Hungría                        | 4                          |                            |
| Yugoslavia 1976                  | Checoslovaquia             | 2 - 2 (5 - 3 p.)           | Alemania Federal           | Países Bajos                   | 3 - 2 (pró.)                   | Yugoslavia                     | 4                          |                            |
| Italia 1980                      | Alemania Federal           | 2 - 1                      | Bélgica                    | Checoslovaquia                 | 1 - 1 (9 - 8 p.)               | Italia                         | 8                          |                            |
| Francia 1984                     | Francia                    | 2 - 0                      | España                     | Dinamarca y Portugal           | Dinamarca y Portugal           | Dinamarca y Portugal           | 8                          |                            |
| Alemania Federal 1988            | Países Bajos               | 2 - 0                      | Unión Soviética            | Alemania Federal e Italia      | Alemania Federal e Italia      | Alemania Federal e Italia      | 8                          |                            |
| Eurocopa                         |                            |                            |                            |                                |                                |                                |                            |                            |
| Suecia 1992                      | Dinamarca                  | 2 - 0                      | Alemania                   | Países Bajos y Suecia          | Países Bajos y Suecia          | Países Bajos y Suecia          | 8                          |                            |
| Inglaterra 1996                  | Alemania                   | 2 - 1 (g.o.)               | República Checa            | Inglaterra y Francia           | Inglaterra y Francia           | Inglaterra y Francia           | 16                         |                            |
| Bélgica y Países Bajos 2000      | Francia                    | 2 - 1 (g.o.)               | Italia                     | Países Bajos y Portugal        | Países Bajos y Portugal        | Países Bajos y Portugal        | 16                         |                            |
| Portugal 2004                    | Grecia                     | 1 - 0                      | Portugal                   | República Checa y Países Bajos | República Checa y Países Bajos | República Checa y Países Bajos | 16                         |                            |
| Austria y Suiza 2008             | España                     | 1 - 0                      | Alemania                   | Rusia y Turquía                | Rusia y Turquía                | Rusia y Turquía                | 16                         |                            |
| Polonia y Ucrania 2012           | España                     | 4 - 0                      | Italia                     | Alemania y Portugal            | Alemania y Portugal            | Alemania y Portugal            | 16                         |                            |
| Francia 2016                     | Portugal                   | 1 - 0 (pró.)               | Francia                    | Gales y Alemania               | Gales y Alemania               | Gales y Alemania               | 24                         |                            |
| Europa 2020                      | Italia                     | 1 - 1 (3 - 2 p.)           | Inglaterra                 | España y Dinamarca             | España y Dinamarca             | España y Dinamarca             | 24                         |                            |
| Alemania 2024                    | España                     | 2 - 1                      | Inglaterra                 | Francia y Países Bajos         | Francia y Países Bajos         | Francia y Países Bajos         | 24                         |                            |
| Reino Unido e Irlanda 2028       | Bandera de ?               | -                          | Bandera de ?               | y                              | y                              | y                              | 24                         |                            |
| Italia y Turquía 2032            | Bandera de ?               | -                          | Bandera de ?               | y                              | y                              | y                              | 24                         |                            |

## Palmarés
Únicamente diez de las treinta y tres selecciones que han tomado parte en la fase final del torneo han conseguido proclamarse vencedoras, mientras que trece han conseguido disputar alguna final. En el cómputo global del torneo han participado un total de cincuenta y cinco selecciones —sin incluir las predecesoras de las actuales— contando las fases clasificatorias.
A partir de la edición de Francia 1984 dejó de disputarse el partido de definición del tercer lugar, pasando este a estar compartido por las dos selecciones semifinalistas.
Nota: En cursiva se indica el torneo en que el equipo fue local.

Mapa de ganadores de la Eurocopa en la historia del torneo.

| Selección       | Campeón | Años campeón           | Subcampeón | Años subcampeón  |
| --------------- | ------- | ---------------------- | ---------- | ---------------- |
| España          | 4       | 1964, 2008, 2012, 2024 | 1          | 1984             |
| Alemania        | 3       | 1972, 1980, 1996       | 3          | 1976, 1992, 2008 |
| Italia          | 2       | 1968, 2020             | 2          | 2000, 2012       |
| Francia         | 2       | 1984, 2000             | 1          | 2016             |
| Rusia           | 1       | 1960                   | 3          | 1964, 1972, 1988 |
| República Checa | 1       | 1976                   | 1          | 1996             |
| Portugal        | 1       | 2016                   | 1          | 2004             |
| Eslovaquia      | 1       | 1976                   | 0          |                  |
| Países Bajos    | 1       | 1988                   | 0          |                  |
| Dinamarca       | 1       | 1992                   | 0          |                  |
| Grecia          | 1       | 2004                   | 0          |                  |
| Serbia          | 0       |                        | 2          | 1960, 1968       |
| Inglaterra      | 0       |                        | 2          | 2020, 2024       |
| Bélgica         | 0       |                        | 1          | 1980             |

## Estadísticas
Para un completo resumen estadístico de la competición véase Estadísticas de la Eurocopa

### Clasificación histórica
Los 94 puntos logrados por Alemania la sitúan como líder de la clasificación histórica del torneo entre los treinta y tres equipos que alguna vez han participado en la fase final del torneo. Cinco puntos por debajo se sitúa la selección española.
| Posición | Equipo          | Ediciones | PJ | PG | PE | PP | GF | GC | Dif. | Pts. | Títulos | % Éxito 1 | % Éxito 2 |
| -------- | --------------- | --------- | -- | -- | -- | -- | -- | -- | ---- | ---- | ------- | --------- | --------- |
| 1        | Alemania        | 14        | 57 | 30 | 14 | 13 | 88 | 57 | +31  | 104  | 3       | 17.65     | 21.43     |
| 2        | España          | 12        | 53 | 28 | 15 | 10 | 83 | 46 | +37  | 99   | 4       | 23.53     | 33.33     |
| 3        | Italia          | 11        | 49 | 22 | 19 | 8  | 55 | 36 | +19  | 85   | 2       | 11.760    | 18.18     |
| 4        | Francia         | 11        | 49 | 23 | 15 | 11 | 73 | 53 | +20  | 84   | 2       | 11.760    | 18.18     |
| 5        | Países Bajos    | 11        | 45 | 23 | 9  | 13 | 75 | 48 | +27  | 78   | 1       | 5.88      | 9.09      |
| 6        | Portugal        | 9         | 43 | 21 | 11 | 11 | 61 | 41 | +20  | 74   | 1       | 5.88      | 11.11     |
| 7        | Inglaterra      | 11        | 45 | 18 | 16 | 11 | 59 | 43 | +16  | 70   | –       | 0.00      | 0.00      |
| 8        | República Checa | 11        | 40 | 15 | 8  | 17 | 51 | 52 | –1   | 53   | 1       | 5.88      | 9.09      |
| 9        | Rusia           | 12        | 36 | 13 | 7  | 16 | 40 | 52 | -12  | 46   | 1       | 5.88      | 8.33      |
| 10       | Dinamarca       | 10        | 37 | 10 | 9  | 18 | 44 | 54 | -10  | 39   | 1       | 5.88      | 10.00     |

### Tabla histórica de goleadores
Para un completo detalle véase Máximos goleadores de la Eurocopa
El futbolista portugués Cristiano Ronaldo es el máximo anotador histórico de la competición con 14 goles desde que debutase en 2004 en la edición celebrada en Portugal.
Destacan con un promedio de dos goles por partido en la fase final los alemanes Dieter Müller y Gerd Müller, y el húngaro Dezső Novák.
Divididos por rondas, el máximo anotador en fases finales es, con catorce goles, Cristiano Ronaldo —siendo el único jugador que ha conseguido marcar en cinco ediciones—, mientras que el portugués es también el máximo goleador en fases clasificatorias previas con 41 goles.
Los máximos goleadores en fase de grupos son Cristiano Ronaldo con 11 goles, Michel Platini con 7 goles y Alan Shearer y Zlatan Ibrahimović con 6 goles cada uno. En cuanto a la fase de eliminatorias, Harry Kane lidera con 6 goles, por delante de Antoine Griezmann con 5 goles y de los 4 goles anotados por Dragan Džajić, Gerd Müller, Dieter Müller y Nuno Gomes.
Fases Finales
Actualizado hasta el 14 de julio de 2024.
| Pos. | Jugador             | G. | P. J. | Prom. | Debut (fase final) | Debut (fase final)          | Ediciones                                                   |
| ---- | ------------------- | -- | ----- | ----- | ------------------ | --------------------------- | ----------------------------------------------------------- |
| 1    | Cristiano Ronaldo   | 14 | 30    | 0.47  | Euro 2004          | Portugal                    | 2004 (2), 2008 (1), 2012 (3), 2016 (3), 2020 (5) y 2024 (0) |
| 2    | Michel Platini      | 9  | 5     | 1.80  | Euro 1984          | Francia                     | 1984 (9)                                                    |
| 3    | Alan Shearer        | 7  | 9     | 0.78  | Euro 1992          | Inglaterra                  | 1992 (0), 1996 (5) y 2000 (2)                               |
| =    | Álvaro Morata       | 7  | 17    | 0.41  | Euro 2016          | España                      | 2016 (3), 2020 (3) y 2024 (1)                               |
| =    | Antoine Griezmann   | 7  | 17    | 0.41  | Euro 2016          | Francia                     | 2016 (6), 2020 (1) y 2024 (0)                               |
| =    | Harry Kane          | 7  | 18    | 0.39  | Euro 2016          | Inglaterra                  | 2016 (0), 2020 (4) y 2024 (3)                               |
| 7    | Patrik Schick       | 6  | 7     | 0.86  | Euro 2020          | República Checa             | 2020 (5) y 2024 (1)                                         |
| =    | Ruud van Nistelrooy | 6  | 8     | 0.75  | Euro 2004          | Países Bajos                | 2004 (4) y 2008 (2)                                         |
| =    | Patrick Kluivert    | 6  | 9     | 0.67  | Euro 1996          | Países Bajos                | 1996 (1) y 2000 (5)                                         |
| =    | Wayne Rooney        | 6  | 10    | 0.60  | Euro 2004          | Inglaterra                  | 2004 (4), 2008 (0), 2012 (1) y 2016 (1)                     |
| =    | Thierry Henry       | 6  | 11    | 0.55  | Euro 2000          | Francia                     | 2000 (3), 2004 (2) y 2008 (1)                               |
| =    | Zlatan Ibrahimović  | 6  | 13    | 0.46  | Euro 2004          | Suecia                      | 2004 (2), 2008 (2), 2012 (2) y 2016 (0)                     |
| =    | Robert Lewandowski  | 6  | 13    | 0.46  | Euro 2012          | Polonia                     | 2012 (1), 2016 (1), 2020 (3) y 2024 (1)                     |
| =    | Romelu Lukaku       | 6  | 14    | 0.43  | Euro 2016          | Bélgica                     | 2016 (2), 2020 (4) y 2024 (0)                               |
| =    | Nuno Gomes          | 6  | 14    | 0.43  | Euro 2000          | Portugal                    | 2000 (4), 2004 (1) y 2008 (1)                               |
| 16   | Savo Milošević      | 5  | 4     | 1.25  | Euro 2000          | Yugoslavia                  | 2000 (5)                                                    |
| =    | Marco van Basten    | 5  | 9     | 0.56  | Euro 1988          | Países Bajos                | 1988 (5)                                                    |
| =    | Milan Baroš         | 5  | 11    | 0.45  | Euro 2004          | República Checa             | 2004 (5)                                                    |
| =    | Jürgen Klinsmann    | 5  | 13    | 0.38  | Euro 1988          | Alemania y Alemania Federal | 1988 (1), 1992 (1) y 1996 (3)                               |
| =    | Fernando Torres     | 5  | 13    | 0.38  | Euro 2004          | España                      | 2004 (0), 2008 (2) y 2012 (3)                               |
| =    | Mario Gómez         | 5  | 13    | 0.38  | Euro 2008          | Alemania                    | 2008 (0), 2012 (3) y 2016 (2)                               |
| =    | Zinedine Zidane     | 5  | 14    | 0.36  | Euro 1996          | Francia                     | 1996 (0), 2000 (2) y 2004 (3)                               |

Contando fases previas o clasificatorias y fases finales.
| Pos. | Jugador             | G. | P. J. | Prom. | Debut (fase final) | Debut (fase final) | Nota(s)                                                                 |
| ---- | ------------------- | -- | ----- | ----- | ------------------ | ------------------ | ----------------------------------------------------------------------- |
| 1    | Cristiano Ronaldo   | 55 | 74    | 0.74  | Euro 2004          | Portugal           | Jugador con más goles en la fase final (14) y en la clasificatoria (41) |
| 2    | Harry Kane          | 30 | 39    | 0.77  | Euro 2016          | Inglaterra         |                                                                         |
| 3    | Robert Lewandowski  | 28 | 41    | 0.68  | Euro 2012          | Polonia            |                                                                         |
| 4    | Romelu Lukaku       | 27 | 38    | 0.71  | Euro 2016          | Bélgica            |                                                                         |
| 5    | Zlatan Ibrahimović  | 25 | 44    | 0.57  | Euro 2004          | Suecia             |                                                                         |
| 6    | Robbie Keane        | 23 | 49    | 0.47  | Euro 2012          | Irlanda            |                                                                         |
| 7    | Jon Dahl Tomasson   | 22 | 31    | 0.71  | Euro 2000          | Dinamarca          |                                                                         |
| 8    | Hakan Şükür         | 21 | 38    | 0.55  | Euro 1996          | Turquía            |                                                                         |
| =    | Jan Koller          | 21 | 35    | 0.60  | Euro 2000          | República Checa    |                                                                         |
| 10   | Davor Šuker         | 20 | 22    | 0.91  | Euro 1996          | Croacia            | También jugó con Yugoslavia antes de la formación de Croacia            |
| =    | Wayne Rooney        | 20 | 37    | 0.54  | Euro 2004          | Inglaterra         |                                                                         |
| 12   | Klaas-Jan Huntelaar | 19 | 24    | 0.79  | Euro 2008          | Países Bajos       |                                                                         |
| =    | Raúl González       | 19 | 27    | 0.70  | Euro 2000          | España             |                                                                         |
| =    | Miroslav Klose      | 19 | 36    | 0.53  | Euro 2004          | Alemania           |                                                                         |

Nota: Contabilizados los partidos y goles en rondas previas clasificatorias. En negrita jugadores seleccionables por su selección.
Actualizado hasta el 14 de julio de 2024.

### Goleadores por edición
Nota: no se incluyen goles en fases previas o clasificatorias. En negrita jugador perteneciente al equipo campeón de esa edición. Banderas según la época correspondiente.
| Edición   | Goleador                                                                                               | Goles |
| --------- | --- | ----- |
| Euro 1960 | 5 jugadores Valentin Ivanov Dražan Jerković Víktor Ponedélnik Milan Galić François Heutte              | 2     |
| Euro 1964 | 3 jugadores Chus Pereda Ferenc Bene Dezső Novák                                                        | 2     |
| Euro 1968 | Dragan Džajić                                                                                          | 2     |
| Euro 1972 | Gerd Müller                                                                                            | 4     |
| Euro 1976 | Dieter Müller                                                                                          | 4     |
| Euro 1980 | Klaus Allofs                                                                                           | 3     |
| Euro 1984 | Michel Platini                                                                                         | 9     |
| Euro 1988 | Marco van Basten                                                                                       | 5     |
| Euro 1992 | 4 jugadores Dennis Bergkamp Tomas Brolin Henrik Larsen Karlheinz Riedle                                | 3     |
| Euro 1996 | Alan Shearer                                                                                           | 5     |
| Euro 2000 | 2 jugadores Patrick Kluivert Savo Milošević                                                            | 5     |
| Euro 2004 | Milan Baroš                                                                                            | 5     |
| Euro 2008 | David Villa                                                                                            | 4     |
| Euro 2012 | 6 jugadores Fernando Torres Alan Dzagoev Cristiano Ronaldo Mario Balotelli Mario Gómez Mario Mandžukić | 3     |
| Euro 2016 | Antoine Griezmann                                                                                      | 6     |
| Euro 2020 | 2 jugadores Cristiano Ronaldo Patrik Schick                                                            | 5     |
| Euro 2024 | 6 jugadores Cody Gakpo Harry Kane Ivan Schranz Georges Mikautadze Jamal Musiala Dani Olmo              | 3     |

### Jugadores con más partidos
El portugués Cristiano Ronaldo es el futbolista que más partidos ha disputado a lo largo de la historia de la competición con 74, seguido de los 62 del croata Luka Modrić y los 58 del italiano Gianluigi Buffon.
Contando fases previas o clasificatorias y fases finales
| Pos. | Jugador             | P. J. | F. F. | G. | Prom. | Debut (fase final) | Debut (fase final) | Nota(s)                                        |
| ---- | ------------------- | ----- | ----- | -- | ----- | ------------------ | ------------------ | ---------------------------------------------- |
| 1    | Cristiano Ronaldo   | 74    | (30)  | 55 | 0.74  | Euro 2004          | Portugal           | Jugador con más partidos en la fase final (30) |
| 2    | Luka Modrić         | 62    | (16)  | 10 | 0.16  | Euro 2008          | Croacia            |                                                |
| 3    | Gianluigi Buffon    | 58    | (17)  | 0  | 0.00  | Euro 2004          | Italia             |                                                |
| 4    | Mario Frick         | 51    | (0)   | 6  | 0.12  | Sin debut          | Liechtenstein      |                                                |
| =    | Jan Vertonghen      | 51    | (11)  | 2  | 0.04  | Euro 2016          | Bélgica            |                                                |
| 6    | Petr Čech           | 50    | (14)  | 0  | 0.00  | Euro 2004          | República Checa    |                                                |
| 7    | Kim Källström       | 49    | (12)  | 7  | 0.14  | Euro 2004          | Suecia             |                                                |
| =    | Andreas Isaksson    | 49    | (11)  | 0  | 0.00  | Euro 2004          | Suecia             |                                                |
| =    | Robbie Keane        | 49    | (5)   | 23 | 0.47  | Euro 2012          | Irlanda            |                                                |
| =    | Sergio Ramos        | 49    | (15)  | 8  | 0.16  | Euro 2008          | España             |                                                |
| 11   | Iker Casillas       | 48    | (14)  | 0  | 0.00  | Euro 2000          | España             |                                                |
| =    | Serguéi Ignashévich | 48    | (10)  | 5  | 0.10  | Euro 2004          | Rusia              |                                                |
| =    | Márcio Vieira       | 48    | (0)   | 1  | 0.02  | Sin debut          | Andorra            |                                                |
| 14   | Lilian Thuram       | 47    | (16)  | 0  | 0.00  | Euro 1996          | Francia            |                                                |
| =    | Darijo Srna         | 47    | (12)  | 6  | 0.13  | Euro 2004          | Croacia            |                                                |
| =    | Sargis Hovsepyan    | 47    | (0)   | 1  | 0.02  | Sin debut          | Armenia            |                                                |
| =    | João Moutinho       | 47    | (19)  | 3  | 0.06  | Euro 2008          | Portugal           |                                                |

Nota: Contabilizados los partidos y goles en rondas previas clasificatorias. En negrita jugadores seleccionables por su selección.
Actualizado hasta el 5 de julio de 2024.
Fases finales
En cuanto a partidos en la fase final del torneo es con 30 el portugués Cristiano Ronaldo el que acumula más presencias repartidas en seis ediciones, por delante de los 23 y 20 que acumulan, Pepe y Manuel Neuer respectivamente, y los 19 de João Moutinho y Toni Kroos.
| Pos. | Jugador                | P. J. | G. | Prom. | Debut (fase final) | Debut (fase final) | Nota(s)                                        |
| ---- | ---------------------- | ----- | -- | ----- | ------------------ | ------------------ | ---------------------------------------------- |
| 1    | Cristiano Ronaldo      | 30    | 14 | 0.47  | Euro 2004          | Portugal           | Jugador con más partidos en la fase final (30) |
| 2    | Pepe                   | 23    | 2  | 0.09  | Euro 2008          | Portugal           |                                                |
| 3    | Manuel Neuer           | 20    | 0  | 0.00  | Euro 2012          | Alemania           |                                                |
| 4    | João Moutinho          | 19    | 0  | 0.00  | Euro 2008          | Portugal           |                                                |
| =    | Toni Kroos             | 19    | 0  | 0.00  | Euro 2012          | Alemania           |                                                |
| 6    | Bastian Schweinsteiger | 18    | 3  | 0.17  | Euro 2004          | Alemania           |                                                |
| =    | Leonardo Bonucci       | 18    | 2  | 0.11  | Euro 2012          | Italia             |                                                |
| =    | Harry Kane             | 18    | 7  | 0.39  | Euro 2016          | Inglaterra         |                                                |
| 9    | Giorgio Chiellini      | 17    | 1  | 0.06  | Euro 2008          | Italia             |                                                |
| =    | Gianluigi Buffon       | 17    | 0  | 0.00  | Euro 2004          | Italia             |                                                |
| =    | Thomas Müller          | 17    | 0  | 0.00  | Euro 2012          | Alemania           |                                                |
| =    | Antoine Griezmann      | 17    | 7  | 0.41  | Euro 2016          | Francia            |                                                |
| =    | Álvaro Morata          | 17    | 7  | 0.41  | Euro 2016          | España             |                                                |

Nota: NO contabilizados los partidos y goles en rondas previas clasificatorias. En negrita jugadores seleccionables por su selección.
Actualizado hasta el 14 de julio de 2024.
| Selección    | Resultado | Selección        | Edición   |
| ------------ | --------- | ---------------- | --------- |
| Países Bajos | 6:1       | R. F. Yugoslavia | Euro 2000 |
| Dinamarca    | 5:0       | Yugoslavia       | Euro 1984 |
| Francia      | 5:0       | Bélgica          | Euro 1984 |
| Suecia       | 5:0       | Bulgaria         | Euro 2004 |
| España       | 5:0       | Eslovaquia       | Euro 2020 |
| Alemania     | 5:1       | Escocia          | Euro 2024 |
| España       | 4:0       | Irlanda          | Euro 2012 |
| España       | 4:0       | Italia           | Euro 2012 |
| Hungría      | 0:4       | Bélgica          | Euro 2016 |
| Gales        | 0:4       | Dinamarca        | Euro 2020 |
| Ucrania      | 0:4       | Inglaterra       | Euro 2020 |

| Selección        | Resultado | Selección       | Edición   |
| ---------------- | --------- | --------------- | --------- |
| Francia          | 4:5       | Yugoslavia      | Euro 1960 |
| Croacia          | 3:5 (pr.) | España          | Euro 2020 |
| R. F. Yugoslavia | 3:4       | España          | Euro 2000 |
| Países Bajos     | 6:1       | R.F. Yugoslavia | Euro 2000 |
| Francia          | 5:2       | Islandia        | Euro 2016 |
| Yugoslavia       | 2:4 (pr.) | Alemania Fed.   | Euro 1976 |
| Rusia            | 3:3       | República Checa | Euro 1996 |
| R. F. Yugoslavia | 3:3       | Eslovenia       | Euro 2000 |
| Croacia          | 2:4       | Inglaterra      | Euro 2004 |
| Alemania         | 4:2       | Grecia          | Euro 2012 |
| Hungría          | 3:3       | Portugal        | Euro 2016 |
| Portugal         | 2:4       | Alemania        | Euro 2020 |
| Francia          | 3:3 (pr.) | Suiza           | Euro 2020 |
| Alemania         | 5:1       | Escocia         | Euro 2024 |

## Premios

### Equipo ideal del torneo
El Grupo de Estudios Técnicos de la UEFA elige a la conclusión del campeonato al equipo ideal compuesto por once de los 23 mejores jugadores según su posición en el campo de juego.
Desde la primera Copa de Europa de Naciones 1960 hasta la Eurocopa 1992, se elegían a once jugadores. En la siguiente edición se eligieron a 18 jugadores, aumentándose a 22 en la Eurocopa 2000. A partir de la Eurocopa 2004, se confecciona con 23 jugadores, equivalentes a la convocatoria de jugadores permitidos para el torneo, de cada selección participante para resultar finalmente en un once ideal del torneo.
Por nacionalidades son los alemanes con 37 seleccionados, seguidos por 28 futbolistas españoles y 26 italianos.

#### Última edición
En la última edición del torneo celebrada en 2024, España fue el equipo más representado con seis seleccionados. Tras el equipo campeón, la subcampeona Inglaterra tuvo un seleccionado, y, Francia como semifinalista contó con dos, así como un representante de Alemania y otro de Suiza.
Los 11 seleccionados fueron: Mike Maignan como portero; Marc Cucurella, Manuel Akanji, William Saliba y Kyle Walker como defensas; Fabián Ruiz, Rodri Hernández y Dani Olmo como centrocampistas; Nico Williams, Jamal Musiala y Lamine Yamal como delanteros.
| N.º. | Pos. | Nac.                  | Jugador         | P.J. | Gol | Selección  |
| ---- | ---- | --------------------- | --------------- | ---- | --- | ---------- |
| 16   | POR  | Bandera de Francia    | Mike Maignan    | 6    | -3  | Francia    |
| 24   | LTI  | Bandera de España     | Marc Cucurella  | 6    | 0   | España     |
| 5    | DCT  | Bandera de Suiza      | Manuel Akanji   | 5    | 0   | Suiza      |
| 17   | DCT  | Bandera de Francia    | William Saliba  | 6    | 0   | Francia    |
| 2    | LTD  | Bandera de Inglaterra | Kyle Walker     | 7    | 0   | Inglaterra |
| 8    | CEN  | Bandera de España     | Fabián Ruiz     | 6    | 2   | España     |
| 16   | CEN  | Bandera de España     | Rodri Hernández | 6    | 1   | España     |
| 10   | CEN  | Bandera de España     | Dani Olmo       | 6    | 3   | España     |
| 17   | DEL  | Bandera de España     | Nico Williams   | 6    | 2   | España     |
| 10   | DEL  | Bandera de Alemania   | Jamal Musiala   | 5    | 3   | Alemania   |
| 19   | DEL  | Bandera de España     | Lamine Yamal    | 7    | 1   | España     |

### Mejor Jugador del Torneo
El premio al mejor jugador de la Eurocopa se concede desde 1996, edición en la que se ampliaron las selecciones participantes a dieciséis. A continuación se ofrece dicho listado:
| Año  | Jugador             |
| ---- | ------------------- |
| 1996 | Matthias Sammer     |
| 2000 | Zinedine Zidane     |
| 2004 | Theodoros Zagorakis |
| 2008 | Xavi Hernández      |

| Año  | Jugador              |
| ---- | -------------------- |
| 2012 | Andrés Iniesta       |
| 2016 | Antoine Griezmann    |
| 2020 | Gianluigi Donnarumma |
| 2024 | Rodri Hernández      |